# Demsin
Demsin er en kommune i landkreis Jerichower Land i den tyske delstat Sachsen-Anhalt. Den hører til Verwaltungsgemeinschaft Elbe-Stremme-Fiener som har administration i byen Genthin.
Demsin ligger ca. 8 km nordøst for Genthin ved den lille flod Stremme, og støder mod øst til delstatsgrænsen til Brandenburg.

## Kommuneinddeling
I kommunen ligger landsbyerne :
- Großdemsin
- Kleindemsin
- Kleinwusterwitz

og bebyggelserne
- Binnenheide
- Dreihäuser
- Werdershof

## Historie
Landsbyen Kleinwusterwitz er kendt fra slutningen af det 14. århundrede.
I 1950 blev kommunerne Großdemsin, Kleinwusterwitz og Zabakuck lagt til Demsin , men allerede i 1957 blev Zabakuck gendannet som selvstændig kommune.